# Saint-Pardoux-Isaac

Saint-Pardoux-Isaac este o comună în departamentul Lot-et-Garonne din sud-vestul Franței. În 2009 avea o populație de 1.177 de locuitori.

## Geografie

### Așezare
Orașul și satul învecinate Miramont-de-Guyenne la nord.

### Hidrografie
Dourdene se învecinează cu orașul și îl separă de Miramont-de-Guyenne.

## Evoluția populației
Evoluția numărului de locuitori este cunoscută prin recensămintele populației desfășurate în comună încă din anul 1800. Din 2006, populațiile legale ale comunelor sunt publicate anual de INSEE. Recensământul se bazează acum pe o colecție anuală de informații, care acoperă succesiv toate teritoriile municipale pe o perioadă de cinci ani. Pentru municipalitățile cu mai puțin de 10.000 de locuitori, se efectuează un sondaj de recensământ al întregii populații la fiecare cinci ani, populațiile legale ale anilor intermediari fiind estimate prin interpolare sau extrapolare. Pentru municipalitate, primul recensământ cuprinzător în cadrul noului sistem a fost realizat în 2005.
În 2015, comuna a numărat 1.148 de locuitori, în scădere cu 2,96% față de 2010 (Lot-et-Garonne: + 0,69%, Franța exceptând Mayotte: + 2,44%).
| An        | 1975  | 1982  | 1990  | 1999  | 2006  | 2009  |
| --------- | ----- | ----- | ----- | ----- | ----- | ----- |
| Populație | 1.363 | 1.372 | 1.348 | 1.215 | 1.161 | 1.177 |